# Edén Golán
Edén Golán (en hebreo: עדן גולן‎; Kfar Saba, Israel; 5 de octubre de 2003) es una cantante, compositora, productora discográfica, bailarina y modelo israelí. A los seis años, su familia se mudó a Moscú, donde comenzó su carrera participando en la selección rusa para el Festival de la Canción de Eurovisión Junior 2015, y luego en el concurso de televisión ruso The Voice Kids. Representó a Israel en el Festival de la Canción de Eurovisión de 2024 con la canción «Hurricane», finalizando en quinto lugar.

## Biografía
Edén Golán nació en la ciudad de Kfar Saba, en el centro de Israel. Sus padres nacieron en la antigua Unión Soviética. Su padre, Eddie, es de origen judío letón y su madre, Olga, es de origen judía ucraniana. Su abuelo, Yuri, se graduó en la Facultad de Periodismo de la Universidad Estatal de Moscú y trabajó para el periódico Juventud Soviética. Golán también tiene un hermano menor, Sean.
Desde los tres años hasta los siete años se entrenó en gimnasia artística y participó en varias competiciones diferentes. A finales de 2009, con seis años, se mudó con su familia a Moscú, Rusia, por el trabajo de su padre, donde vivió los siguientes 13 años. A los nueve años empezó a estudiar la pedagogía vocal.
Según Golán, tenía sentimientos encontrados sobre el tiempo que vivió en Rusia, y que si bien comenzó su carrera musical allí, también se sentía incómoda debido a los frecuentes actos de antisemitismo vividos en Rusia. Golán y su familia regresaron a Israel a principios de 2022, cuando ella tenía 18 años, tras la invasión rusa de Ucrania.

## Carrera
En 2015, Golán participó en la selección rusa para el Festival de la Canción de Eurovisión Junior 2015 con la canción «Schastye», finalizando quinta en la final, sumando 22 puntos, ocho menos que el eventual ganador Mijaíl Smirnov. En 2016, cuando Golán tenía 12 años, actuó en el concurso  juvenil New Wave en Artek, Crimea, interpretando la canción «Howl at the Moon» y haciendo dúo con Nyusha. En 2018, Golán fue finalista de la quinta temporada del programa The Voice Kids, interpretando la canción «Love on the Brain» de Rihanna, siendo la cantante Pelageya su mentora. Golán también colaboró con el DJ Yinon Yahel. Tras su regreso a Israel, en 2022, lanzó su sencillo «Ghost Town», haciendo una colaboración con el productor lituano Lucky Luke y alcanzando más de 850 mil reproducciones en Spotify. En diciembre del 2022 lanzó su sencillo «Let Me Blow Ya Mind» con el músico TYMMA.
En 2023 publicó dos canciones más: «Taxi» y «Dopamine», ambas alcanzaron en total más de 1,6 millones de reproducciones en Spotify. Ese mismo año, Golán participó en la segunda temporada del programa Roim et Hakol, siendo eliminada en la primera ronda. Golán también apareció como bailarina en el videoclip de la canción «תיק קטן» del dúo musical israelí Ness y Stilla.
A finales de 2023, en preparación para el Festival de la Canción de Eurovisión 2024, la Corporación de Radiodifusión Israelí (Kan) decidió seleccionar una vez más al representante del país para Eurovisión mediante la cooperación con el canal Keshet 12 y el programa HaKokhav HaBa.Durante la audición, Golán interpretó «Rise Up» de Andra Day, donde obtuvo una puntuación del 100%. Llegó a la final del concurso y en la primera parte del espectáculo final interpretó «I Have Nothing» de Whitney Houston y luego «I Don't Want to Miss a Thing» de Aerosmith, finalmente ganó tanto el voto del jurado como del público, siendo seleccionada para representar a Israel en Eurovisión.

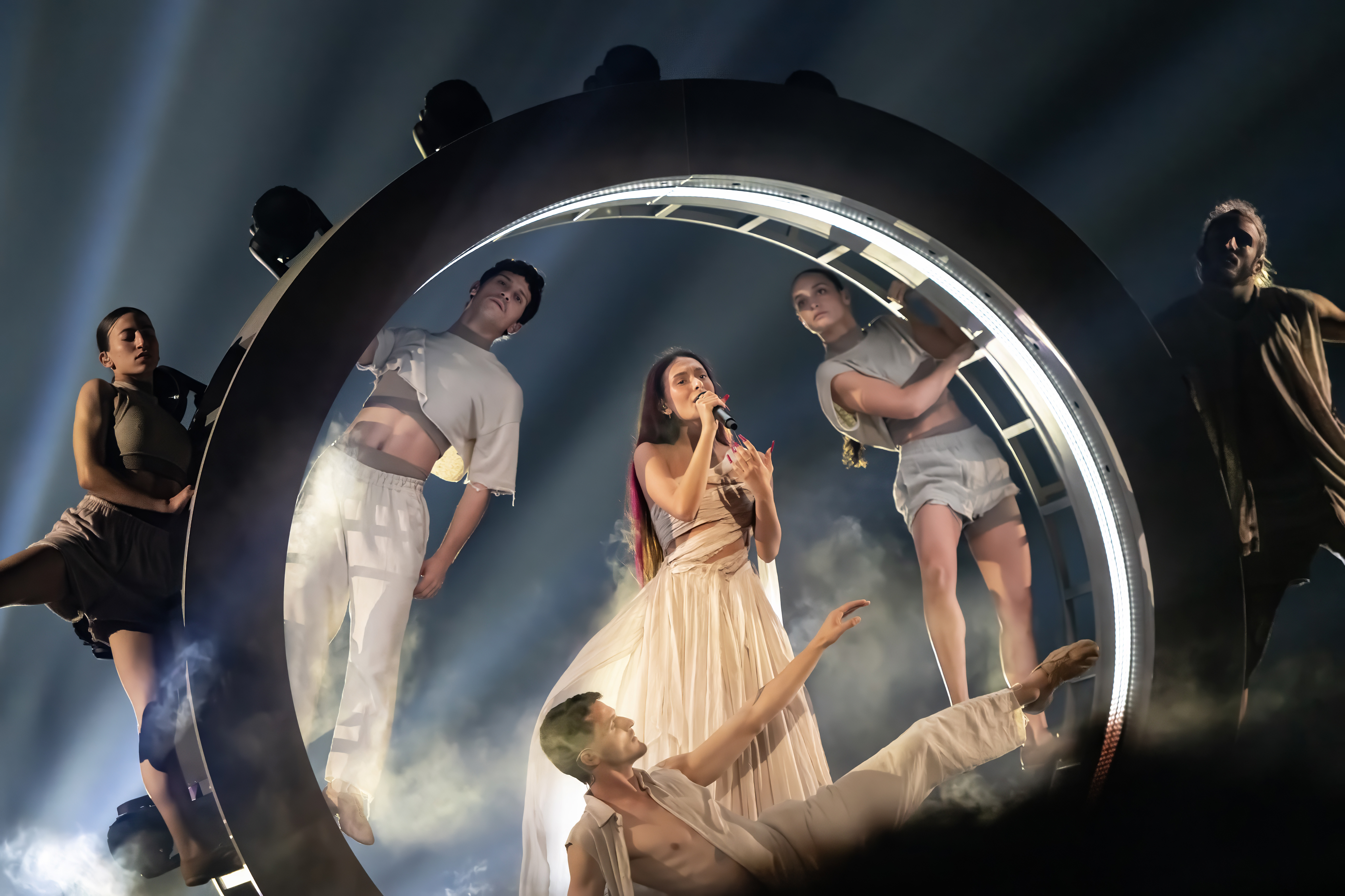
Edén Golán en el ensayo general final en el Festival de la Canción de Eurovisión 2024

Su entrada para el concurso, «Hurricane», fue seleccionado en una etapa posterior, revelándose finalmente el 10 de marzo de 2024. Golán compitió en la segunda semifinal de Eurovisión, clasificándose para la final el 11 de mayo, finalizando en quinto lugar y en segundo lugar del televoto. Los organizadores del festival se enfrentaron a llamados para prohibir la participación de Israel debido a la actual guerra en la Franja de Gaza, objeto de investigación por genocidio por la Corte Internacional de Justicia, por ese mismo motivo diez participantes en Eurovisión 2024 manifestaron su malestar por la presencia israelí en el festival.
Tanto el día 8 y 9 de mayo, durante el ensayo general con público, Golán fue recibida con abucheos y silbidos por una parte del público en rechazo a la ofensiva militar que realiza su país en la Franja de Gaza, aunque también recibió aplausos de otra parte. Golán fue nuevamente abucheada durante la segunda semifinal, e incluso la televisión belga VRT interrumpió su conexión durante la presentación declarando que «condenamos las violaciones del Estado de Israel en Gaza. Israel está destrozando la libertad de prensa. Por eso interrumpimos temporalmente la transmisión».
El tema «Hurricane» recibió un fuerte apoyo del público televidente, que dio la segunda máxima puntuación a su actuación en Eurovisión. De entre los quince países que dieron la máxima puntuación (12 puntos) a Israel en el televoto, según los datos oficiales, se encuentran los Big Five: Alemania, España, Francia, Italia y Reino Unido, y otros como Bélgica, Finlandia, Luxemburgo, Países Bajos, Portugal, San Marino, Suecia y Suiza. También le otorgó la máxima puntuación Australia y los televotos procedentes del resto del mundo. En cuanto a los que se decantaron por el diez, fueron Albania, Austria, Chequia, Chipre, Eslovenia, Irlanda y Moldavia. Después de concluido el evento, David Saranga, secretario de relaciones exteriores de Israel, admitió que se utilizaron importantes recursos económicos para «promover el voto a favor de Golán entre el público que nos simpatizaba».
Días después de la final de Eurovisión, Golán comenzó a desempeñarse como modelo de la marca israelí de cuidado del cabello Natural Formula, y de la marca israelí de ropa Fox-Wiesel. En junio participó en el desfile pro-israelí Saludo a Israel en Nueva York, Estados Unidos, siendo invitada por la Federación Judía de Nueva York (UJA) junto al alcalde Eric Adams.
En septiembre de 2024, Golán dijo que se estaba preparando para alistarse en las Fuerzas de Defensa de Israel (FDI), tras posponer su contratación debido a su residencia en Moscú y su participación en Eurovisión. El 25 de septiembre, lanzó su sencillo «Older», obteniendo más de 100 mil visitas en YouTube en su primer día. El 7 de octubre de 2024, Golán interpretó el himno nacional israelí (Hatikvá) junto con «October Rain» (la versión original de «Hurricane») en un evento conmemorativo de la Embajada de Israel en la sede de la Organización de las Naciones Unidas (ONU) en Nueva York, para conmemorar el aniversario de los ataques del 7 de octubre del 2023 perpetrados por Hamás y otras milicias palestinas.
Golán fue la portavoz israelí en la votación del jurado en el Festival de Eurovisión de 2025.

## Discografía

### Sencillos
- «Schastye» (2015)
- «Ghost Town» (2022)
- «Let Me Blow Ya Mind» (2022)
- «Taxi» (2023)
- «Dopamine» (2023)
- «Hurricane» (2024)
- «Older» (2024)
- «Beautiful Horizon» (2025)
- «Pieces» (2025)
- «Wait For You» (2025)
- «You & I» (2025)